# Olsenbanden for full musikk
 Der er for få eller ingen kildehenvisninger i denne artikel, hvilket er et problem. Du kan hjælpe ved at angive troværdige kilder til de påstande, som fremføres i artiklen.

Olsenbanden for full musikk er en norsk film, der havde premiere den 26. august 1976, og er instrueret af Knut Bohwim.
Olsenbanden for full musikk er en norsk genindspilning af den danske film Olsen-banden ser rødt, som blev instrueret af Erik Balling.

## Handling
Egon skal gøre baronen en tjeneste, men finder ud af, at det hele er et svindelnummer. Basse har truffet en ung pige ved navn Gry, som er blevet gravid. Valborg er fast bestemt på at Gry og Basse skal gifte sig. Derfor er pengene i Egons plan vigtige denne gang. Denne gang er der rytme i kuppet. Det hele foregår på Nationaltheatret og er Olsenbandens mest vellykkede kup nogen sinde.

## Medvirkende
| Rolle                            | Skuespiller            |
| -------------------------------- | ---------------------- |
| Egon Olsen                       | Arve Opsahl            |
| Kjell Jensen                     | Carsten Byhring        |
| Benny Fransen                    | Sverre Holm            |
| Valborg Jensen                   | Aud Schønemann         |
| Basse Jensen                     | Pål Johannessen        |
| Gry Jensen                       | Ellen Waaler           |
| Kriminalbetjent Hermansen        | Sverre Wilberg         |
| Konstabel Blom                   | Ulf Wengård            |
| Baronen/Ulrik Fredrik Gyldenløve | Helge Reiss            |
| Joacim                           | Dan Fosse              |
| Vaskepige                        | Turid Balke            |
| Den sorte baron                  | Alf Malland            |
| Den danske herre                 | Per Tofte              |
| Danskerens chauffør              | Ole-Jørgen Nilsen      |
| Fængselspsykolog                 | Per Lekang             |
| Mand fra ordenskolegeiet         | Peder Gangle Hermansen |
| Brandmand på Nationaltheatret    | Willie Hoel            |
| Christian IV på Nationaltheatret | Asbjørn Andersen       |
| Dirigent                         | Bent Mejding           |